# Anosike Ementa
Anosike Victor Ementa (Annisse, 3 maggio 2002) è un calciatore danese, attaccante del Viborg.

## Carriera
Cresciuto nel settore giovanile dell'Helsingør, debutta in prima squadra il 4 luglio 2020, in occasione dell'incontro dei play-off di 2. Division pareggiato per 0-0 contro lo Jammerbugt.
Nel 2021 viene acquistato dall'Aalborg in Superligaen.

## Statistiche

### Presenze e reti nei club
Statistiche aggiornate al 30 gennaio 2023.
| Stagione         | Squadra          | Campionato       | Campionato | Campionato | Coppe nazionali | Coppe nazionali | Coppe nazionali | Coppe continentali | Coppe continentali | Coppe continentali | Altre coppe | Altre coppe | Altre coppe | Totale | Totale |
| Stagione         | Squadra          | Comp             | Pres       | Reti       | Comp            | Pres            | Reti            | Comp               | Pres               | Reti               | Comp        | Pres        | Reti        | Pres   | Reti   |
| ---------------- | ---------------- | ---------------- | ---------- | ---------- | --------------- | --------------- | --------------- | ------------------ | ------------------ | ------------------ | ----------- | ----------- | ----------- | ------ | ------ |
| 2019-2020        | Helsingør        | 2D               | 0+1        | 0          | CD              | -               | -               |                    | -                  | -                  |             | -           | -           | 1      | 0      |
| 2020-2021        | Helsingør        | 1D               | 2          | 0          | CD              | 0               | 0               |                    | -                  | -                  |             | -           | -           | 2      | 0      |
| Totale Helsingør | Totale Helsingør | Totale Helsingør | 2+1        | 0          |                 | 0               | 0               |                    | -                  | -                  |             | -           | -           | 3      | 0      |
| 2021-2022        | Aalborg          | SL               | 7+7        | 0          | CD              | 0               | 0               |                    | -                  | -                  |             | -           | -           | 14     | 0      |
| 2022-2023        | Aalborg          | SL               | 11         | 0          | CD              | 2               | 0               |                    | -                  | -                  |             | -           | -           | 13     | 0      |
| Totale Aalborg   | Totale Aalborg   | Totale Aalborg   | 18+7       | 0          |                 | 2               | 0               |                    | -                  | -                  |             | -           | -           | 27     | 0      |
| Totale carriera  | Totale carriera  | Totale carriera  | 28         | 0          |                 | 2               | 0               |                    | -                  | -                  |             | -           | -           | 30     | 0      |

## Palmarès

### Club

#### Competizioni nazionali
- 2. Division: 1

Helsingør: 2019-2020